# Nikki Haley
Nimarata Nikki Haley z domu Randhawa (ur. 20 stycznia 1972 w Bambergu, Karolina Południowa) – amerykańska polityk Partii Republikańskiej, dyplomatka, w latach 2017–2018 ambasador Stanów Zjednoczonych przy ONZ, w latach 2011–2017 gubernator Karoliny Południowej.

## Życiorys

### Młodość i edukacja
Haley urodziła się jako Nimarata Nikki Randhawa, w rodzinie indyjskich imigrantów. Jej rodzice emigrowali do Kanady z indyjskiego stanu Pendżab, gdy jej ojciec dostał stypendium z Uniwersytetu Kolumbii Brytyjskiej. W 1969 przenieśli się do Stanów Zjednoczonych, gdy jej ojciec został profesorem w Vorrhees College. W wieku 13 lat Nikki Haley zaczęła pomagać swoim rodzicom w prowadzeniu sklepu odzieżowego.
Jest absolwentką Clemson University, gdzie w 1994 roku uzyskała bachelor’s degree z zakresu rachunkowości. Następnie pracowała FCR Corporation, była członkinią rady dyrektorów Orangeburg County Chamber of Commerce, a także Lexington Chamber of Commerce. Po upływie kilku lat porzuciła dotychczasową pracę i zatrudniła się w rodzinnej firmie odzieżowej z siedzibą w hrabstwie Lexington. Uczyniła ją korporacją wartą miliony dolarów.
W 2004 objęła funkcję prezesa National Association of Women Business Owners (NAWBO) – amerykańskiej organizacji zrzeszającej przedsiębiorczynie.

### Izba Reprezentantów Karoliny Południowej
W 2004 roku Haley kandydowała do Izby Reprezentantów Karoliny Południowej. W prawyborach Partii Republikańskiej zwyciężyła urzędującego członka stanowej Izby Reprezentantów Larryego Koona i uzyskała nominację tej partii w 87. okręgu wyborczym położonym w hrabstwie Lexington. Następnie zwyciężyła w wyborach powszechnych.
Uzyskała reelekcję w 2006 i 2008 roku. W latach 2006–2010 sprawowała funkcję whipa większości w Zgromadzeniu Generalnym Karoliny Południowej.

### Gubernator Karoliny Południowej
W 2009 roku zdecydowała się zgłosić swoją kandydaturę w walce o republikańską nominację w wyborach na gubernatora Karoliny Południowej. Jej oponentami w prawyborach Partii Republikańskiej byli urzędujący zastępca gubernatora André Bauer, Henry McMaster oraz członek Izby Reprezentantów Stanów Zjednoczonych J. Gresham Barrett. 22 czerwca 2010 uzyskała ostatecznie nominację republikańską.
W wyborach powszechnych przeciwnikiem Haley był członek Partii Demokratycznej, Vincent Sheheen. Wybory zakończyły się zwycięstwem Haley (zdobyła 51,4% głosów). Po zwycięstwie w wyborach, Haley stała się pierwszą kobietą na tym stanowisku w Karolinie Południowej, jak i drugą osobą w historii Stanów Zjednoczonych pełniącą funkcję gubernatora pochodzenia indyjskiego.
Haley objęła stanowisko gubernatora 12 stycznia 2010. Do jej priorytetów należało: tworzenie nowych miejsc pracy, przyciągnięcie do Karoliny Południowej inwestycji, reforma systemu emerytalnego i imigracyjnego. 24 stycznia 2017 zrezygnowała z pełnienia funkcji gubernatora, w związku z objęciem obowiązków ambasadora USA przy Organizacji Narodów Zjednoczonych.

### Ambasador Stanów Zjednoczonych przy Organizacji Narodów Zjednoczonych
23 listopada 2016 Donald Trump ogłosił, że zamierza powołać Nikki Haley na stanowisko ambasadora Stanów Zjednoczonych przy ONZ. 24 stycznia 2017 Senat Stanów Zjednoczonych zatwierdził jej kandydaturę stosunkiem głosów 96–4. Następnego dnia została zaprzysiężona przez wiceprezydenta Mike‘a Pence’a. 27 stycznia 2017 złożyła listy uwierzytelniająca na ręce sekretarza generalnego ONZ António Guterresa. Zrezygnowała z tego stanowiska 31 grudnia 2018.

### Kandydatka na prezydenta Stanów Zjednoczonych
14 lutego 2023 rozpoczęła swoją kampanię o nominację prezydencką Partii Republikańskiej w prawyborach tej partii w 2024. Po wycofaniu się z wyścigu gubernatora Florydy Rona DeSantisa została jedyną kontrkandydatką byłego prezydenta USA Donalda Trumpa. Po wygraniu dwóch konkursów – w dystrykcie Kolumbii i w stanie Vermont stała się pierwszą kobietą, która wygrała konkurs w prawyborach partii. Po przegraniu w 14 z 15 stanach podczas Superwtorku 6 marca 2024 zawiesiła swoją kampanię.

## Poglądy polityczne
Haley uważana jest za konserwatystkę zarówno w kwestiach społecznych, jak i gospodarczych. Jest zwolenniczką cięć podatkowych, ograniczenia deficytu budżetowego i zmniejszania wydatków rządowych. Popiera również znaczące ograniczanie obciążeń podatkowych, które spoczywają na przedsiębiorcach. Haley sprzeciwia się aborcji i popiera małżeństwa osób tej samej płci.